# 尼可·霍爾納
尼可拉斯·馬基·霍爾納（英語：Nicholas Mackie Hoerner，1997年5月13日—），為美國職棒大聯盟的二壘手及游擊手，目前效力於芝加哥小熊。2018年美國職棒大聯盟選秀，他在首輪24順位被小熊選中。

## 職業生涯

### 芝加哥小熊
2019年9月9日，選秀後在美職體系剛滿一年的霍爾納就被拉上大聯盟，他也成為史上最早登上大聯盟在2018年選秀球員。他在初登場就上演3安打猛打賞，整季他的打擊率為2成82，並敲出3轟與17分打點。到了2020年縮水賽季，他的打擊率為2成22，並打回13分打點。
2021年，霍爾納因為斜肌受傷導致整季僅出賽44場比賽。.他在小樣本數裡繳出3成02的打擊率，並打回16分打點與5次盜壘成功。
2022年，霍爾納在開幕戰從賽揚投手柯賓·伯恩斯手中開轟，成為該年第一位開轟的選手，也是霍爾納繼2019年後的首轟。這年貨爾納的表現有很大的進步，出賽場次來到135場比賽，打擊率為2成81，並敲出10轟與55分打點。
球季結束後，因為球隊簽下游擊手丹斯比·史瓦森，因此霍爾納將轉戰二壘。

## 外部連結
- 球員資訊和成績在MLB，ESPN，Baseball-Reference，Fangraphs（英文）